# Stemming
Lo stemming è il processo di riduzione della forma flessa di una parola alla sua forma radice, detta "tema". Il tema non corrisponde necessariamente alla radice morfologica (lemma) della parola: normalmente è sufficiente che le parole correlate siano mappate allo stesso tema (per esempio, che "andare", "andai", "andò" mappino al tema "and"), anche se quest'ultimo non è una valida radice per la parola. 
La creazione di un algoritmo di stemming è stato un annoso problema dell'informatica. Il processo di stemming è utilizzato nei motori di ricerca per l'espansione d'interrogazioni e in altri problemi di elaborazione del linguaggio naturale.